# 宮坂
宮坂（日语：／ Miyasaka */?）是東京都世田谷區的町名。現行行政單位為宮坂一丁目至三丁目。

## 地理
位於世田谷區中央，北鄰櫻上水、赤堤，東接豪德寺，南連櫻，西通經堂。在地形上，北邊有北澤川，南側有烏山川流經，中央地區為丘狀地帶，但境內少陡坡。

## 歷史

### 地名由來
來自世田谷八幡宮東側的坂（都道427號）名。坂的上部在世田谷線開通時削平。古時屬荏原郡世田谷村字宮坂。地方人士念為「みゃんざか」，站名念為「宮之坂（みやのさか）」，1964年（昭和39年）實施住居表示時定名為「宮坂（みやさか）」。

## 交通

### 鐵路
東邊有南北向的東急世田谷線通過，二丁目與三丁目邊界附近有東西向的小田急小田原線穿越。
- 東急世田谷線宮之坂站　…　宮坂一丁目南部。
- 東急世田谷線山下站與小田急小田原線豪德寺站 …　豪德寺一丁目。宮坂一丁目東北部、宮坂二丁目東部的最近車站。
- 小田急小田原線經堂站　…　經堂二丁目。宮坂一丁目西北部、宮坂二丁目西部、宮坂三丁目的最近車站。

### 道路
以下都道通過此地，但路幅狹窄，部分路段為單行道。
- 都道118號調布經堂停車場線　…　宮坂三丁目南端，終點為經堂站。別名鈴蘭通。
- 都道423號澀谷經堂線　…　宮坂一丁目與經堂一丁目、宮坂二丁目邊界，終點為經堂站。
- 都道427號瀨田貫井線　…　宮坂一丁目。

## 設施
- 鷗友學園
- 世田谷八幡宮
- 宮之坂站

## 備註
1. ↑  平成25年（2013年）の世田谷区の町丁別人口と世帯数 - 世田谷区